# Voorwaarts Tienen
Voorwaarts Tienen was een Belgische voetbalclub uit Tienen. De club was aangesloten bij de KBVB met stamnummer 3229 en had groen-witte clubkleuren. Voorwaarts Tienen speelde in haar bestaan ongeveer een kwarteeuw in de nationale reeksen. In 1981 verdween de club in een fusie met RRC Tienen in KVK Tienen.

## Geschiedenis
De club ontstond als Vlug en Vrij Wommersom op 22 juni 1941 uit de fusie van twee lokale clubs die niet bij de Belgische Voetbalbond waren aangesloten. De club uit Wommersom sloot zich in december van dat jaar aan bij de Belgische Voetbalbond. Wommersom ging er spelen in de regionale reeksen. In 1945 wijzigde men de naam in Voorwaarts Wommersom, in 1946 in Voetbalvereniging Voorwaarts en in 1947 uiteindelijk in Voorwaarts Tienen. In de stad speelde al Racing Club Tirlemont (Racing Tienen), dat al verschillende jaren actief was in de nationale reeksen.
Ook het jonge Voorwaarts Tienen klom op en bereikte in 1949 al voor het eerst de nationale bevorderingsreeksen, in die tijd het derde niveau. Voorwaarts eindigde er voorlaatste en zakte na een seizoen weer. Een jaar later, in 1951, keerde de club alweer terug in Bevordering. Ditmaal wist men zich wel te handhaven na een vierde plaats.
In 1952 werden grote competitiehervormingen doorgevoerd. De bevorderingsreeksen zouden voortaan gevormd worden door een nieuwe vierde nationale niveau en het aantal clubs in de hogere reeksen werd gereduceerd waardoor veel clubs een niveau moesten zakken. Door zijn vierde plaats mocht Voorwaarts Tienen op het derde niveau blijven, nu niet langer Bevordering genoemd, maar wel Derde Klasse. De volgende jaren bleef de club er als middenmoter spelen.
In 1957/58 kreeg Voorwaarts Tienen in Derde Klasse het gezelschap van stadsgenoot RRC Tirlemont, dat net uit Tweede Klasse was gedegradeerd. Voorwaarts eindigde er dat seizoen vijfde, net na Racing. Een seizoen later eindigde Voorwaarts met evenveel punten als stadsgenoot Racing. Voorwaarts had echter minder wedstrijden verloren, waardoor het zesde eindigde en Racing zevende. Voor het eerst in de clubgeschiedenis eindigde Voorwaarts Tienen zo voor het oudere en grotere RRC Tirlemont. Voorwaarts kon deze goede resultaten echter niet herhalen en strandde in 1960 op een voorlaatste plaats. De club degradeerde zo naar Bevordering, ondertussen dus de Vierde Klasse.
De volgende seizoenen was men in Vierde Klasse bij de besten en in 1963 slaagde Voorwaarts Tienen er al in zijn reeks te winnen en zo na drie jaar terug naar Derde Klasse te promoveren. De volgende jaren bleven wisselvallig. Na twee seizoenen volgde in 1965 immers weer een degradatie naar Vierde, dankzij een titel in 1966 de promotie naar Derde en in 1967 opnieuw de degradatie naar Vierde. Daarna zou Voorwaarts in Vierde Klasse blijven en ook daar ging het de volgende jaren steeds moeilijker. Een voorlaatste plaats in 1970 betekende nu ook degradatie uit Vierde Klasse. Na 19 jaar in de nationale reeksen zakte Voorwaarts Tienen zo naar de provinciale reeksen.
Na een jaar in Eerste Provinciale kon Voorwaarts Tienen in 1971 al meteen terugkeren in Vierde Klasse, maar dit verblijf duurde er maar een jaar. De club zakte meteen weer naar de provinciale reeksen, ditmaal voor langere tijd. Het duurde zeven jaar, tot 1979, eer Voorwaarts Tienen nog eens de nationale Vierde Klasse haalde. Men wist er zich weer twee seizoenen te handhaven in de middenmoot. In 1981 fusioneerde Voorwaarts Tienen uiteindelijk met de RRC Tienen. De fusieclub werd KVK Tienen, dat verder speelde met stamnummer 132 van Racing Club. Stamnummer 3229 verdween definitief.

## Resultaten
| Seizoen               | Klasse | Klasse | Klasse | Klasse | Klasse | Klasse | Klasse | Klasse | Reeks                                     | Punten                                    | Opmerkingen                               |
|                       | I      | I      | II     | III    | P.I    | P.II   | P.III  |        |                                           |                                           |                                           |
| --------------------- | ------ | ------ | ------ | ------ | ------ | ------ | ------ | ------ | ----------------------------------------- | ----------------------------------------- | ----------------------------------------- |
| Als VV Wommersom      |        |        |        |        |        |        |        |        |                                           |                                           |                                           |
| 1941/42               |        |        |        |        |        |        | 1      |        | Derde Prov. Brabant                       | 37                                        |                                           |
| 1942/43               |        |        |        |        |        | 4      |        |        | Tweede Prov. Brabant                      | 19                                        |                                           |
| 1943/44               |        |        |        |        |        | 1      |        |        | Tweede Prov. Brabant                      | 24                                        |                                           |
| 1944/45               |        |        |        |        |        | 3      |        |        | Tweede Prov. Brabant                      | 11                                        |                                           |
| 1945/46               |        |        |        |        | 11     |        |        |        | Eerste Prov. Brabant                      | 33                                        |                                           |
| Als Voorwaarts Tienen |        |        |        |        |        |        |        |        |                                           |                                           |                                           |
| 1946/47               |        |        |        |        | 12     |        |        |        | Eerste Prov. Brabant                      | 31                                        |                                           |
| 1947/48               |        |        |        |        |        | 1      |        |        | Tweede Prov. Brabant                      | 43                                        |                                           |
| 1948/49               |        |        |        |        | 2      |        |        |        | Eerste Prov. Brabant                      | 40                                        |                                           |
| 1949/50               |        |        |        | 15     |        |        |        |        | Bevordering D                             | 17                                        |                                           |
| 1950/51               |        |        |        |        | 1      |        |        |        | Eerste Prov. Brabant                      | 42                                        |                                           |
| 1951/52               |        |        |        | 4      |        |        |        |        | Bevordering C                             | 36                                        |                                           |
|                       | I      | I      | II     | III    | IV     | P.I    | P.II   | P.III  | Vanaf 1952/53 zijn er 4 nationale niveaus | Vanaf 1952/53 zijn er 4 nationale niveaus | Vanaf 1952/53 zijn er 4 nationale niveaus |
| 1952/53               |        |        |        | 10     |        |        |        |        | Derde klasse A                            | 28                                        |                                           |
| 1953/54               |        |        |        | 12     |        |        |        |        | Derde klasse B                            | 26                                        |                                           |
| 1954/55               |        |        |        | 9      |        |        |        |        | Derde klasse A                            | 29                                        |                                           |
| 1955/56               |        |        |        | 7      |        |        |        |        | Derde klasse B                            | 33                                        |                                           |
| 1956/57               |        |        |        | 10     |        |        |        |        | Derde klasse A                            | 29                                        |                                           |
| 1957/58               |        |        |        | 5      |        |        |        |        | Derde klasse B                            | 30                                        |                                           |
| 1958/59               |        |        |        | 6      |        |        |        |        | Derde klasse A                            | 31                                        |                                           |
| 1959/60               |        |        |        | 15     |        |        |        |        | Derde klasse B                            | 19                                        |                                           |
| 1960/61               |        |        |        |        | 2      |        |        |        | Vierde klasse C                           | 45                                        |                                           |
| 1961/62               |        |        |        |        | 4      |        |        |        | Vierde klasse C                           | 40                                        |                                           |
| 1962/63               |        |        |        |        | 1      |        |        |        | Vierde klasse A                           | 43                                        |                                           |
| 1963/64               |        |        |        | 12     |        |        |        |        | Derde klasse A                            | 24                                        |                                           |
| 1964/65               |        |        |        | 15     |        |        |        |        | Derde klasse B                            | 23                                        |                                           |
| 1965/66               |        |        |        |        | 1      |        |        |        | Vierde klasse C                           | 44                                        |                                           |
| 1966/67               |        |        |        | 16     |        |        |        |        | Derde klasse B                            | 17                                        |                                           |
| 1967/68               |        |        |        |        | 4      |        |        |        | Vierde klasse B                           | 33                                        |                                           |
| 1968/69               |        |        |        |        | 13     |        |        |        | Vierde klasse B                           | 26                                        |                                           |
| 1969/70               |        |        |        |        | 15     |        |        |        | Vierde klasse A                           | 23                                        |                                           |
| 1970/71               |        |        |        |        |        | 2      |        |        | Eerste Prov. Brabant                      | 42                                        |                                           |
| 1971/72               |        |        |        |        | 15     |        |        |        | Vierde klasse C                           | 13                                        |                                           |
| 1972/73               |        |        |        |        |        | 9      |        |        | Eerste Prov. Brabant                      | 29                                        |                                           |
| 1973/74               |        |        |        |        |        | 15     |        |        | Eerste Prov. Brabant                      | 22                                        |                                           |
| 1974/75               |        |        |        |        |        |        | 3      |        | Tweede Prov. Brabant                      | 34                                        |                                           |
| 1975/76               |        |        |        |        |        |        | 2      |        | Tweede Prov. Brabant                      | 36                                        |                                           |
| 1976/77               |        |        |        |        |        |        | 3      |        | Tweede Prov. Brabant                      | 39                                        |                                           |
| 1977/78               |        |        |        |        |        |        | 1      |        | Tweede Prov. Brabant                      | 44                                        |                                           |
| 1978/79               |        |        |        |        |        | 1      |        |        | Eerste Prov. Brabant                      | 46                                        |                                           |
| 1979/80               |        |        |        |        | 9      |        |        |        | Vierde klasse B                           | 30                                        |                                           |
| 1980/81               |        |        |        |        | 6      |        |        |        | Vierde klasse D                           | 31                                        |                                           |